# 阿彻·约翰·波特·马丁
阿彻·约翰·波特·马丁，FRS（英語：Archer John Porter Martin，1910年3月1日—2002年7月28日），英国化学家，因發展色譜法，與理查德·劳伦斯·米林顿·辛格共同獲得1952年诺贝尔化学奖。